# Paratrichocladius yakukeleus
Paratrichocladius yakukeleus är en tvåvingeart som beskrevs av Sasa och Suzuki 2000. Paratrichocladius yakukeleus ingår i släktet Paratrichocladius och familjen fjädermyggor. Inga underarter finns listade i Catalogue of Life.